# Arbin (underdistrikt)
Arbin, eller Irbin, formellt Nahiyat Arbin (arabiska: ناحية عربين) är ett underdistrikt i Syrien.   Det ligger i provinsen Rif Dimashq, i den sydvästra delen av landet, 7 km öster om huvudstaden Damaskus.